# Euscorpius alanyaensis
Espèce
Euscorpius alanyaensis est une espèce de scorpions de la famille des Euscorpiidae.

## Distribution
Cette espèce est endémique de la province d'Antalya en Turquie. Elle se rencontre vers Alanya à 754 m d'altitude sur le plateau Taşatan.

## Description
Le mâle holotype mesure 23,54 mm et la femelle paratype 23,75 mm.

## Étymologie
Son nom d'espèce, composé de alanya et du suffixe latin -ensis, « qui vit dans, qui habite », lui a été donné en référence au lieu de sa découverte, Alanya.

## Publication originale
- Tropea, Yağmur, Parmakelis & Kunt, 2016 : Another New Species of Euscorpius Thorell, 1876 from the Taurus Mountains in Antalya Province, Southern Turkey (Scorpiones: Euscorpiidae). Euscorpius, no 231, p. 1-15 (texte intégral).